# Southern Rock

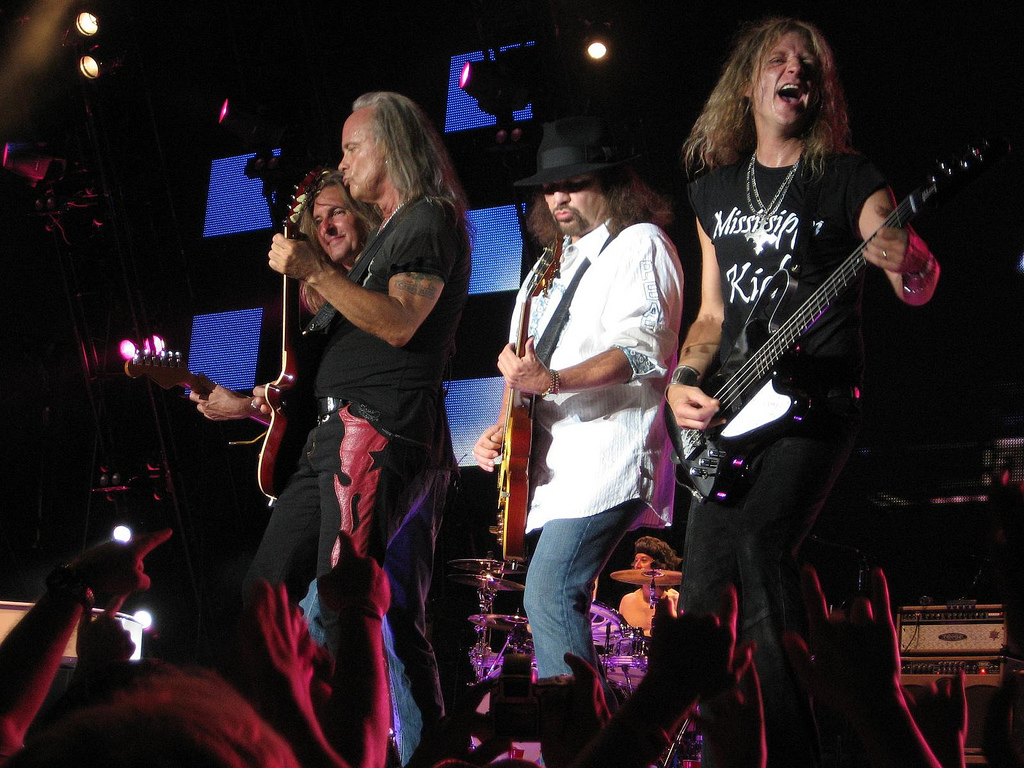
Lynyrd Skynyrd

Southern Rock („Südstaatenrock“) ist eine Spielart der Rockmusik, die sich Ende der 1960er Jahre in den Südstaaten der USA entwickelte und in den 1970er Jahren eine der populärsten Stilrichtungen des Rock war. Eines der bekanntesten Plattenlabels für Southern Rock war Capricorn Records, das von Phil Walden in Macon im US-Bundesstaat Georgia gegründet worden war.

## Musik und Texte

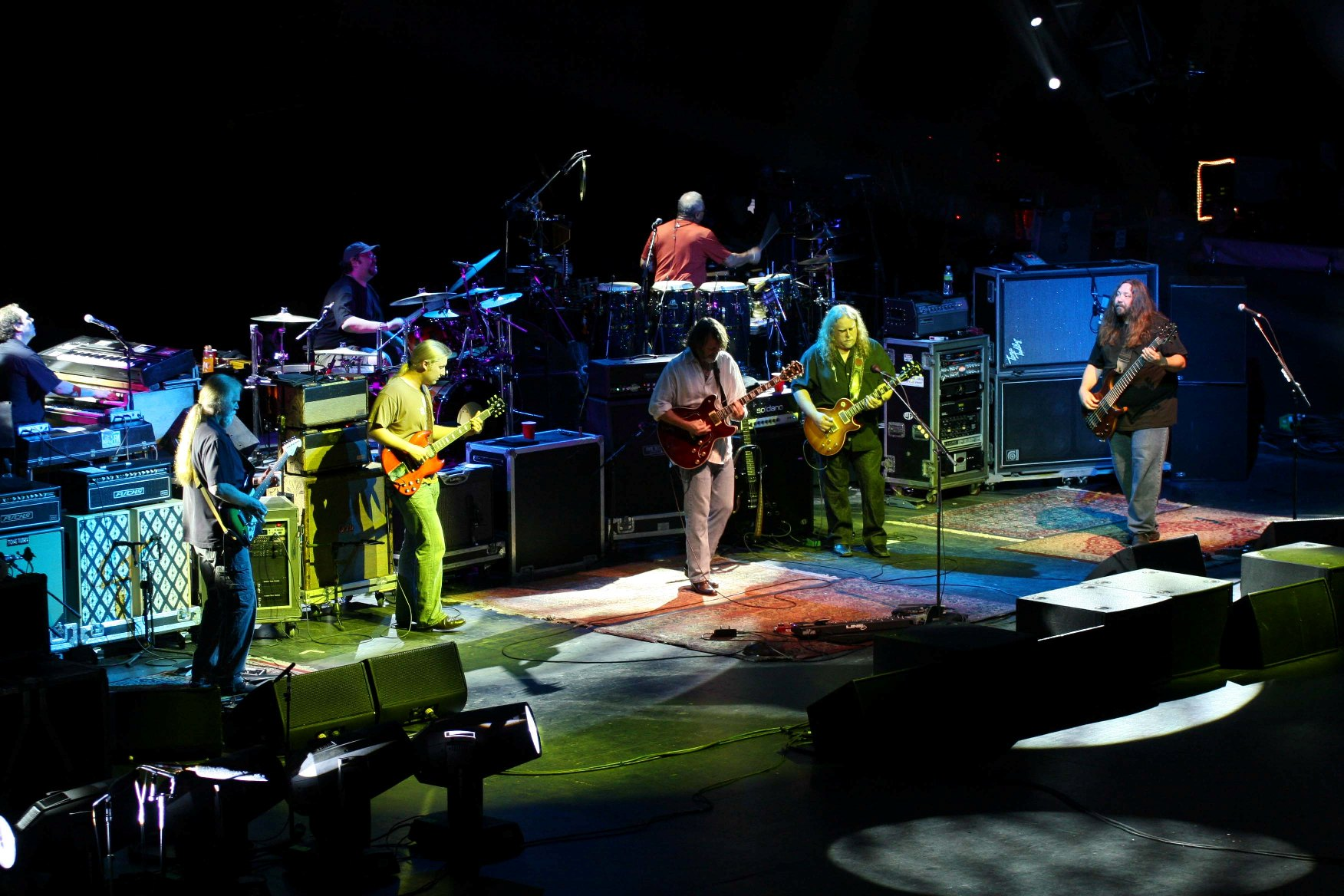
Widespread Panic mit Derek Trucks und Warren Haynes

Kennzeichnend für den Southern Rock ist eine hart gespielte Rockmusik, die Nähe zum Hardrock hat und Blues-, Country- und teilweise auch Jazz- und Funk-Elemente aufgreift. Die Texte und das Auftreten der Musiker spiegelten das Lebensgefühl einer jungen Generation Ende der 1960er Jahre wider, die durch die konservativen Werte der Südstaaten, aber auch durch die Hippie-Bewegung und vom Rock geprägt waren.
Typisch für den Southern Rock ist eine Direktheit und Lebensnähe in den Aussagen, die sich von den eher konfusen Texten der vorhergehenden Psychedelia-Musik, aber auch dem Intellektuellen der späten Beatles und der Rolling Stones zu dieser Zeit abgrenzte. Häufig haben die Musiker in ihrem Auftreten auch einen Hang zum Machismo, der auf dem klassischen männlichen Rollenmodell beruht.

## Politischer und sozialer Hintergrund
Southern Rock war auch eine Reaktion auf die politische Situation in den USA und den Wertewandel in den 1960er Jahren. Den Südstaatlern war seit dem Bürgerkrieg immer wieder Rassismus vorgeworfen worden, und sie wurden oft stereotyp als „Hinterwäldler“ charakterisiert. Während der Bürgerrechtsbewegung, die die Rassenbeziehungen im Süden der USA endgültig egalisieren wollte, gab es immer wieder Songs gegen die Südstaaten, die diese Klischees betonten. Die jungen Südstaatler wollten sich gegen diese Schuldzuweisungen wehren und ihr eigenes Lebensgefühl beschreiben. So war Lynyrd Skynyrds Hit Sweet Home Alabama (1973) eine direkte Reaktion auf Neil Youngs Southern Man (1971). Die Allman Brothers Band war ferner eine der ersten Bands, die aus schwarzen und weißen Musikern bestand. 
Die Popularität ließ Ende der 1970er Jahre nach, aber noch heute gibt es Bands dieser Stilrichtung. Aus den 1970er Jahren erfolgreich überlebt hat trotz  Todesfällen und Drogenprobleme die Allman Brothers Band in wechselnden Besetzungen, die besonders in den 1990er Jahren wieder Erfolge aufweisen konnte, und auch ZZ Top. Auch Molly Hatchet, Black Oak Arkansas und die reformierten Outlaws touren noch heute. Die Stilrichtung wird auch erfolgreich von Bands vertreten, die in den 1990er und 2000er Jahren gegründet wurden, wie z. B. den Black Crowes, Blackberry Smoke oder JJ Grey & Mofro.

## Die wichtigsten Interpreten
- 38 Special
- Allman Brothers Band
- Black Crowes
- Black Oak Arkansas
- Blackberry Smoke
- Blackfoot
- Charlie Daniels Band
- JJ Grey & Mofro
- Lynyrd Skynyrd
- Marshall Tucker Band
- Molly Hatchet
- The Outlaws
- Wet Willie
- Widespread Panic
- ZZ Top